# Gastrolit

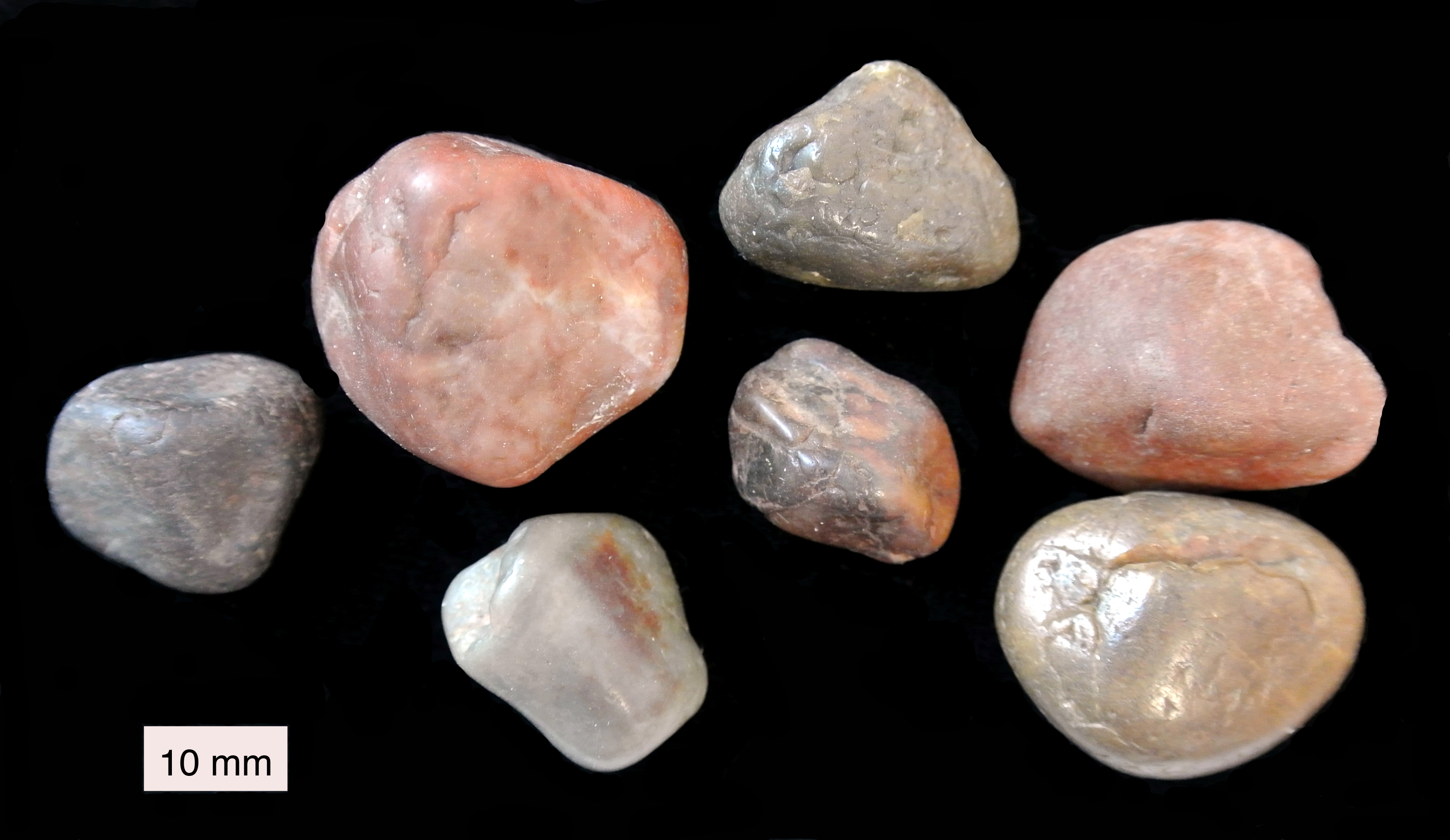

Gastrolit (řecky gaster (žaludek) a lithos (kámen) je kámen v žaludku některých (převážně býložravých[zdroj⁠?!] a často bezzubých[zdroj⁠?!]) živočichů nápomocný při mechanickém rozmělňování potravy. Nacházíme je ale také u druhohorních dravých mořských plazů nebo u některých dravých teropodních dinosaurů (např. rod Lourinhanosaurus).
Býložravec vybavený potřebným instinktem spolyká kameny, aby svalnatému žaludku usnadnil rozmělňování rostlinné potravy. Tuhé buněčné stěny vlákniny v potravě jsou při trávení přítomnými kameny mechanicky rozrušovány a umožňují průnik trávicích šťáv, především enzymů, k takto uvolněným živinám. Gastrolity lze nalézt v žaludcích ptáků nebo také na paleonalezištích neptačích dinosaurů (např. obří sauropodi, největší terestričtí živočichové všech dob). Časté jsou také jejich objevy u druhohorních dravých mořských plazů ze skupiny Plesiosauria.
U korýšů z řádu Decapoda se několik dní před svlékáním krunýře tvoří v žaludku čočkovitá bělavá tělíska, která se nazývají také gastrolity neboli rakůvky. Do rakůvek se postupně koncentrují inkrustující látky, hlavně minerály, které pak zpevní nový měkký krunýř.